# NGC 2275
NGC 2275 (również PGC 19605 lub UGC 3542) – galaktyka spiralna (Sab), znajdująca się w gwiazdozbiorze Bliźniąt. Odkrył ją William Herschel 26 października 1786 roku.